# Château des Dames (Le Châtelet-en-Brie)
Pour les articles homonymes, voir Château des Dames.
Le château des Dames est un bâtiment situé au Châtelet-en-Brie, en France. Ancienne maison forte d’une communauté de religieuses, il accueille de nos jours un centre culturel avec médiathèque.

## Situation et accès
L’édifice est situé au no 2 de la rue du 19-Mars-1962, à l’ouest du centre-ville du Châtelet-en-Brie. Plus largement, il se trouve dans le département de Seine-et-Marne, en région Île-de-France.

## Histoire

### Fondation et transformations
L’édifice est concédé en 1314 par le roi Philippe IV le Bel aux dames du prieuré Saint-Louis de Poissy (communauté qui en devient l’éponyme). Au sein d’une exploitation rurale sans beaucoup de valeur, le XIVe siècle voit la transformation de la ferme initiale en une maison forte avec murs, tourelles et fossés. Il est vendu comme bien national durant la Révolution. N’ayant que peu évolué structurellement pendant des siècles, c’est au XIXe siècle, Maclou Poussié s’en rendant propriétaire transforme radicalement les lieux en agrandissant la propriété avec de nouvelles acquisitions et en remaniant l’édifice. Il est remis en vente en août 1899.

### Reconversion
En 1998, la Ville acquiert le château et ses dépendances. Dans la volonté de valoriser ce patrimoine, elle décide d'en faire un espace culturel.

## Structure
L’édifice reprend un style Renaissance d’époque Louis XII. Il adopte tout de même un ensemble assez éclectique.